# José Viana da Motta
José Viana da Motta (José Viana) (Santo Tomé, 22 de abril de 1868 - Lisboa, 1948), fue un traductor, compositor, pianista y profesor de música portugués.

## Biografía
Es la personalidad más polifacética de la música portuguesa en la primera mitad del siglo XX: pianista virtuoso de fama internacional, pedagogo, compositor, ensayista y filósofo, es un ejemplo a seguir como modelo de trabajo y tenacidad. Su concepción vital plantea el logro del equilibrio mental, de la dignidad artística y del desarrollo intelectual, a partir del seguimiento de la vocación propia y del cultivo de las facultades naturales propias, en su caso, el dominio absoluto de la técnica pianística.
Su virtuosismo pianístico, le hace invitado habitual de las sociedades filarmónicas de todo el mundo: Rusia, Francia, Estados Unidos, Italia, España, Dinamarca, etc. Es un wagneriano fiel durante toda su carrera y, cuando fija definitivamente su residencia en Lisboa (1917), un promotor incansable de la música sinfónica y de cámara en Portugal y en España. Ese mismo año funda la Sociedad de Conciertos de Lisboa, dirigiendo su orquesta entre 1918 y 1920.
Es nombrado director del Conservatorio Nacional de Música de Lisboa en 1918, puesto que ocupa hasta 1938. Entre sus discípulos destacan los nombres de Maria Antoinette de Freitas Branco, Nella Maissa, Luís Costa, Campos Coelho, Helena Sá e Costa, Fernando Lopes-Graça, Sequeira e Costa y José Rubio Milán.
Como compositor, Viana da Mota ocupa un lugar importante en la renovación de la música portuguesa. Entre sus obras destacan la Sinfonía À Pátria, Evocação dos Lusíadas, Cenas da Montanha y numerosas piezas vocales o para piano.
- Datos: Q721465
- Multimedia: José Vianna da Motta / Q721465